# Wanderlei Silva
Pour les articles homonymes, voir Silva.
Wanderlei Silva, né le 3 juillet 1976 à Curitiba (Brésil), est un pratiquant brésilien d'arts martiaux mixtes (MMA).
Il a d'abord évolué au sein de l'organisation brésilienne de Vale Tudo (BVF), puis dans l'organisation américaine UFC, le circuit japonais du PRIDE, s'entraînant avec la Chute Boxe. Depuis la disparition du Pride FC, il est retourné à l'UFC et s'entraine aux États-Unis sous la direction d'Ulisses Perreira.
Sur le ring, il utilise des techniques de muay-thaï avec souvent de larges crochets et un clinch (saisie) pour lancer de redoutables coups de genou. Il a également comme spécialité le stomp, c’est-à-dire lancer des coups de pied directs à un adversaire au sol pour finir rapidement le combat.
Au Brésil, son surnom est Cachorro Louco, qu'on peut traduire par Mad Dog ou « Chien fou », encore une fois à cause de son style de combat très violent mais aussi à sa façon de fixer les yeux de son adversaire (staredown) avant le combat.

## Biographie
C'est dans sa ville natale de Curitiba, dans le sud du Brésil, que Wanderlei Silva a commencé son apprentissage de la boxe thaïlandaise à l'âge de 13 ans, à l'époque il se trouvait petit et grassouillet, sous la tutelle de son professeur de toujours : Rudimar Fedrigo.
L'académie de la Chute Boxe n'était alors qu'un simple club de boxe, car le vale tudo n'était pas encore reconnu comme un sport à part entière. Ce n'est qu'après les premiers combats de Pelé dans des tournois nationaux, que l'académie a commencé à étudier le jiu-jitsu brésilien, pourtant considéré à l'époque comme la discipline rivale des sports pieds poings. D'ailleurs, pour son premier combat professionnel, gagné dans la douleur face à Dilson Filho, Wanderlei avouera qu'il ne connaissait absolument rien du combat au sol.
Neuf ans et plusieurs dizaines de combats plus tard, bien des choses ont changé. Wanderlei est désormais ceinture noire de jiu-jitsu brésilien et il est champion poids moyens (- de 93 kg) de la plus importante organisation de combat libre mondiale : le Pride FC. Il est devenu, grâce à son style spectaculaire et agressif, l'un des combattants préférés des fans mais aussi l'un des combattants les plus craints du milieu. Depuis ses débuts en 1996, Wanderlei a toujours montré le même visage, celui d'un guerrier des rings prêt à tout pour s'imposer. Lorsqu'il combattait sous les règles très libres du Vale Tudo brésilien, il utilisait, contrairement à beaucoup, toutes les armes qu'il lui étaient autorisées, à savoir les coups de coude, les coups de genou, les coups de tête mais également les penalty kicks (coups de pied circulaire à la tête d'un adversaire au sol) et les stomps (coups de pied directs à la tête d'un adversaire au sol) de la Chute Boxe, une technique dont il est quasiment l'inventeur.
Grâce à de nombreuses victoires obtenues à l'IVC (International Vale Tudo Championship), notamment celle face à Mike Van Arsdale, Wanderlei Silva se voit offrir, en 1998, l'opportunité d'aller combattre à l'Ultimate Fighting Championship (UFC), l'évènement américain de vale tudo, dans un ring faisant penser à une cage octogonale, le plus important d'alors. Malheureusement pour lui, cette première rencontre dans l'octogone s'achève par une défaite, il s'incline par TKO face à Vitor Belfort un autre Brésilien. En avril 2000, il perd à nouveau par décision face à Tito Ortiz, le champion UFC.
À la même époque, une autre organisation lui ouvre ses portes, le Pride FC, où Wanderlei s'épanouira. Invaincu en six combats et tombeur de l'invincible Dan Henderson, Silva obtient, début 2001, la chance de sa vie lorsqu'on lui propose d'affronter le « chasseur de Gracie », le Japonais Kazushi Sakuraba. Considéré à l'époque comme un des tout meilleurs combattants du monde, le Japonais est le grand favori du tournoi. Même Rudimar ne croit pas à une victoire de son élève. Et pourtant, à la surprise générale, Wanderlei bat Sakuraba (dit Saku pour les fans) en moins de 2 minutes, laminant le japonais à coups de genou et terminant le combat avec un penalty (un coup de pied montant qui consiste à shooter dans la tête de son adversaire, à ne pas confondre avec stomp qui est un coup de pied descendant qui sert à écraser son adversaire. En français on l'appelle le piétinement).
Il devient avec cette victoire la « bête noire » des Japonais. Soucieux de laver cet affront, le Pride envoie alors tous ses combattants nippons à l'assaut du Brésilien. Mais tous s'effondrent sous les coups de Wanderlei. Seul, le champion de judo Hidehiko Yoshida tiendra la limite, ne s'inclinant que par décision. Le pauvre Sakuraba s'inclinera deux nouvelles fois, par arrêt du médecin à la suite d'une blessure au Pride 17 et par KO (knock out) au Pride GP 2003. Récemment au premier tour du Pride GP 2005, Yoshida pu avoir sa revanche mais il perdit à nouveau son match.
Détenteur de la ceinture du titre de champion du Pride GP poids moyens (- de 93 kg) depuis 4 ans, il remet son titre en jeu lors du Pride GP 2005. Il se qualifie au premier tour face à Yoshida, puis au second face à Nakamura (élève de Yoshida) et affronte le 28 août 2005 lors de la demi-finale, un de ses rivaux de toujours, le brésilien Ricardo Arona, redoutable adversaire élève de la Brazilian Top Team, école rivale de la Chute Boxe. Wanderlei perd ce combat aux points contre Arona, qui se retrouva en finale contre Mauricio « Shogun » Rua qui avait remporté l'autre demi-finale face au jeune Hollandais Alistair Overeem. Le vainqueur de cette finale fut Mauricio « Shogun » Rua, ami de Wanderlei Silva, membre de la Chute Boxe et également son partenaire d'entrainement.
Silva acquiert beaucoup de notoriété notamment au Japon. Il tourne de nombreux spots publicitaires et fait de nombreuses apparitions sur les télévisions nationales. La DSE (la société de production du Pride) lui a même trouvé un rôle dans un film japonais qu'elle a produit : Nagurimino. Les figurines et T-shirts à son effigie se vendent bien et son fan club s'accroît de jour en jour.
Il a créé sa propre marque de produits free fight : Wand Fight Company. Wanderlei Silva est une star au Japon et un véritable héros national au Brésil. Il fait la une de nombreux magazines sportifs, il est omniprésent à la télévision, à la radio et pour couronner le tout le maire de Curitiba (son lieu de naissance), Cassio Tanigushi, lui a décerné un prix récompensant son talent. En opposition avec son personnage sur le ring, Wanderlei Silva est quelqu'un de très sympathique et de très gentil en dehors. Il est ouvert et disponible avec son public, et n'hésite pas à utiliser sa notoriété pour aider les écoles et orphelinats défavorisés. Marié depuis janvier 2002 avec une Brésilienne, Wanderlei est lui-même papa d'un petit garçon nommé Thor.
Wanderlei Silva a connu de nombreuses blessures, notamment aux coudes et aux genoux. Wanderlei a connu sa plus terrible défaite face à Mirko « Cro Cop » Filipovic lors de la demi-finale du Pride Final Absolute Conflict le 9 septembre 2006, leur première rencontre s'était finie par un match nul lors du PRIDE 20. Un violent KO sur un high kick du Croate, par ailleurs vainqueur du tournoi, a mis fin à ses espoirs de gagner une nouvelle ceinture.
Son maître et mentor, Rudimar Fedrigo, affirme que Wanderlei vient d'entamer un règne de 10 ans au sommet du combat libre.
Le 24 février 2007, Wanderlei remet son titre en jeu et le perd face à Dan Henderson lors du Pride 33. Ses nombreux fans seront surpris par l'attitude peu agressive de Silva qui ce jour-là, ne se montra pas à la hauteur de sa légendaire réputation, s'inclinant par KO au 3e round. C'est un affront pour The Axe Murderer car il partait nettement favori dans ce combat et personne n'aurait pu imaginer le champion s'incliner dans un affrontement debout qui est depuis toujours son domaine de prédilection.

### Rivalité avec Quinton Jackson
Il est aussi connu pour sa rivalité avec Quinton Jackson, qu'il a affronté à quatre reprises, au cours d'échanges considérés comme parmi les plus violents de l'histoire du MMA.
S'étant régulièrement insultés lors d'interviews et de conférences de presse, les deux hommes finissent par se rencontrer en novembre 2003 sur le ring du Pride FC, à l'occasion du titre de champion Middleweight. Au sommet de sa carrière, Silva fait subir à l'Américain, dès le premier round, une avalanche de coups de genoux et de high-kicks. Jackson se relève à chaque fois, mais ne rend plus les coups: l'arbitre finit par arrêter le combat, constatant que Jackson est « KO debout ».
Wanderlei Silva devant défendre son titre, les deux hommes se rencontrent à nouveau sur le ring du Pride, en octobre 2004. Malgré une bonne entame, Jackson est à nouveau mis KO. Comble de l'humiliation, c'est de la même manière qu'il est battu (coups de genoux); de même, le combat s'arrête alors que Jackson se trouve à moitié en dehors du ring.
Quinton Jackson finira par obtenir sa revanche quatre années plus tard, le 27 décembre 2008, mais l'organisation japonaise ayant disparu, c'est à l'UFC que l'affrontement a lieu. Leur rivalité est encore présente: les deux hommes se bousculent lors de la pesée officielle, et fait rare, l'arbitre ne peut les contraindre à se saluer. A la troisième minute du premier round, Jackson met le Brésilien KO par un crochet du gauche ; surexcité, il continue de frapper Silva à terre alors que l'arbitre le ceinture.
Enfin, un dernier affrontement a lieu le 29 septembre 2018 à New York. C'est cette fois le Bellator qui organise le combat, qui se termine par une nouvelle défaite de Silva, sur KO technique au deuxième round.

## Palmarès en arts martiaux mixtes
| 51 combats     | 35 victoires | 14 défaites |
| Par KO         | 25           | 7           |
| Par soumission | 3            | 0           |
| Sur décision   | 7            | 7           |
| Égalités       | 1            | 1           |
| Sans décision  | 1            | 1           |

| Résultat      | Record      | Adversaire            | Méthode                                        | Événement                           | Date              | Round | Temps | Lieu                             | Notes                                                              |
| ------------- | ----------- | --------------------- | ---------------------------------------------- | ----------------------------------- | ----------------- | ----- | ----- | -------------------------------- | ------------------------------------------------------------------ |
| Défaite       | 35-14-1 (1) | Quinton Jackson       | TKO (coups de poing)                           | Bellator 206                        | 29 septembre 2018 | 2     | 4:32  | San José, Californie, États-Unis | Combat en poids lourd                                              |
| Défaite       | 35-13-1 (1) | Chael Sonnen          | Décision unanime                               | Bellator 180                        | 24 juin 2017      | 3     | 5:00  | New-York, États-Unis             |                                                                    |
| Victoire      | 35-12-1 (1) | Brian Stann           | KO (coups de poing)                            | UFC on Fuel TV: Silva vs. Stann     | 3 mars 2013       | 2     | 4:08  | Saitama, Japon                   | Retour en poids mi-lourd Combat de la soirée KO de la soirée       |
| Défaite       | 34-12-1 (1) | Rich Franklin         | Décision unanime                               | UFC 147                             | 23 juin 2012      | 5     | 5:00  | Belo Horizonte, Brésil           | Combat en poids intermédiaire à 190 lb (86 kg) Combat de la soirée |
| Victoire      | 34-11-1 (1) | Cung Le               | TKO (coups de genou et coups de poing)         | UFC 139                             | 19 novembre 2011  | 2     | 4:49  | San José, Californie, États-Unis | Combat de la soirée                                                |
| Défaite       | 33-11-1 (1) | Chris Leben           | KO (coups de poing)                            | UFC 132                             | 2 juillet 2011    | 1     | 0:27  | Las Vegas, Nevada, États-Unis    |                                                                    |
| Victoire      | 33-10-1 (1) | Michael Bisping       | Décision unanime                               | UFC 110                             | 21 février 2010   | 3     | 5:00  | Sydney, Australie                | Début en poids moyen                                               |
| Défaite       | 32-10-1 (1) | Rich Franklin         | Décision unanime                               | UFC 99                              | 13 juin 2009      | 3     | 5:00  | Cologne, Allemagne               | Combat en poids intermédiaire à 195 lb (89 kg) Combat de la soirée |
| Défaite       | 32-9-1 (1)  | Quinton Jackson       | KO (coups de poing)                            | UFC 92                              | 27 décembre 2008  | 1     | 3:21  | Las Vegas, Nevada, États-Unis    |                                                                    |
| Victoire      | 32-8-1 (1)  | Keith Jardine         | KO (coups de poing)                            | UFC 84                              | 24 mai 2008       | 1     | 0:36  | Las Vegas, Nevada, États-Unis    | KO de la soirée                                                    |
| Défaite       | 31-8-1 (1)  | Chuck Liddell         | Décision unanime                               | UFC 79                              | 29 décembre 2007  | 3     | 5:00  | Las Vegas, Nevada, États-Unis    | Combat de la soirée                                                |
| Défaite       | 31-7-1 (1)  | Dan Henderson         | KO (coups de poing)                            | Pride 33                            | 24 février 2007   | 3     | 2:08  | Las Vegas, Nevada, États-Unis    | Perd le titre poids moyens du Pride                                |
| Défaite       | 31-6-1 (1)  | Mirko Filipovic       | KO (coups de pied à la tête)                   | Pride Final Conflict Absolute       | 10 septembre 2006 | 1     | 5:26  | Saitama, Japon                   |                                                                    |
| Victoire      | 31-5-1 (1)  | Kazuyuki Fujita       | TKO (coups de poing et soccer kicks)           | Pride Critical Countdown Absolute   | 1er juillet 2006  | 1     | 9:21  | Saitama, Japon                   |                                                                    |
| Victoire      | 30-5-1 (1)  | Ricardo Arona         | Décision partagée                              | Pride Shockwave 2005                | 31 décembre 2005  | 3     | 5:00  | Saitama, Japon                   | Défend le titre poids moyens du Pride.                             |
| Défaite       | 29-5-1 (1)  | Ricardo Arona         | Décision unanime                               | Pride Final Conflict 2005           | 28 août 2005      | 2     | 5:00  | Saitama, Japon                   |                                                                    |
| Victoire      | 29-4-1 (1)  | Kazuhiro Nakamura     | TKO (coups de poing)                           | Pride Critical Countdown 2005       | 26 juin 2005      | 1     | 5:24  | Saitama, Japon                   |                                                                    |
| Victoire      | 28-4-1 (1)  | Hidehiko Yoshida      | Décision partagée                              | Pride Total Elimination 2005        | 23 avril 2005     | 3     | 5:00  | Osaka, Japon                     |                                                                    |
| Défaite       | 27-4-1 (1)  | Mark Hunt             | Décision partagée                              | Pride Shockwave 2004                | 31 décembre 2004  | 3     | 5:00  | Saitama, Japon                   | Combat en poids lourd                                              |
| Victoire      | 27-3-1 (1)  | Quinton Jackson       | KO (coups de genou)                            | Pride 28                            | 31 octobre 2004   | 2     | 3:26  | Saitama, Japon                   | Défend le titre poids moyens du Pride.                             |
| Victoire      | 26-3-1 (1)  | Yuki Kondo            | KO (stomps)                                    | Pride Final Conflict 2004           | 15 août 2004      | 1     | 2:46  | Saitama, Japon                   |                                                                    |
| Victoire      | 25-3-1 (1)  | Ikuhisa Minowa        | KO (coups de poing)                            | Pride Bushido 2                     | 15 février 2004   | 1     | 1:09  | Yokohama, Japon                  |                                                                    |
| Victoire      | 24-3-1 (1)  | Quinton Jackson       | TKO (coups de genou)                           | Pride Final Conflict 2003           | 9 novembre 2003   | 1     | 6:28  | Tokyo, Japon                     | Remporte le Grand Prix poids moyens 2003 du Pride                  |
| Victoire      | 23-3-1 (1)  | Hidehiko Yoshida      | Décision unanime                               | Pride Final Conflict 2003           | 9 novembre 2003   | 2     | 5:00  | Tokyo, Japon                     |                                                                    |
| Victoire      | 22-3-1 (1)  | Kazushi Sakuraba      | KO (coups de poing)                            | Pride Total Elimination 2003        | 10 août 2003      | 1     | 5:01  | Saitama, Japon                   |                                                                    |
| Victoire      | 21-3-1 (1)  | Hiromitsu Kanehara    | TKO (arrêt du coin)                            | Pride 23                            | 24 novembre 2002  | 1     | 3:40  | Tokyo, Japon                     | Défend le titre poids moyens du Pride                              |
| Victoire      | 20-3-1 (1)  | Tatsuya Iwasaki       | TKO (coup de pied à la tête et coups de poing) | Pride Shockwave                     | 28 août 2002      | 1     | 1:16  | Tokyo, Japon                     |                                                                    |
| Égalité       | 19-3-1 (1)  | Mirko Filipovic       | Égalité                                        | Pride 20                            | 28 avril 2002     | 5     | 3:00  | Yokohama, Japon                  | Combat en poids lourd                                              |
| Victoire      | 19-3 (1)    | Kiyoshi Tamura        | KO (coup de poing)                             | Pride 19                            | 24 février 2002   | 2     | 2:28  | Saitama, Japon                   | Défend le titre poids moyens du Pride                              |
| Victoire      | 18-3 (1)    | Alexander Otsuka      | TKO (arrêt du médecin)                         | Pride 18                            | 23 décembre 2001  | 3     | 2:02  | Fukuoka, Japon                   |                                                                    |
| Victoire      | 17-3 (1)    | Kazushi Sakuraba      | TKO (arrêt du médecin)                         | Pride 17: Championship Chaos        | 3 novembre 2001   | 1     | 10:00 | Tokyo, Japon                     | Remporte le titre poids moyens du Pride.                           |
| Victoire      | 16-3 (1)    | Shungo Oyama          | TKO (coups de poing)                           | Pride 14                            | 27 mai 2001       | 1     | 0:30  | Yokohama, Japon                  |                                                                    |
| Victoire      | 15-3 (1)    | Kazushi Sakuraba      | TKO (coups de genou et soccer kicks)           | Pride 13: Collision Course          | 25 mars 2001      | 1     | 1:38  | Saitama, Saitama, Japon          |                                                                    |
| Victoire      | 14-3 (1)    | Dan Henderson         | Décision unanime                               | Pride 12                            | 9 décembre 2000   | 2     | 10:00 | Saitama, Japon                   |                                                                    |
| Sans décision | 13-3 (1)    | Gilbert Yvel          | Sans décision (coup de pied à l'aine)          | Pride 11                            | 31 octobre 2000   | 1     | 0:21  | Osaka, Japon                     |                                                                    |
| Victoire      | 13-3        | Guy Mezger            | KO (coups de poing)                            | Pride 10                            | 27 août 2000      | 1     | 3:45  | Saitama, Japon                   |                                                                    |
| Victoire      | 12-3        | Todd Medina           | KO (coups de genou)                            | Meca World Vale Tudo 2              | 12 août 2000      | 1     | 0:39  | Curitiba, Brésil                 |                                                                    |
| Défaite       | 11-3        | Tito Ortiz            | Décision unanime                               | UFC 25                              | 14 avril 2000     | 5     | 5:00  | Tokyo, Japon                     | Pour le titre poids mi-lourds de l'UFC                             |
| Victoire      | 11-2        | Bob Schrijber         | Soumission (étranglement arrière)              | Pride Grand Prix 2000 Opening Round | 30 janvier 2000   | 1     | 2:42  | Tokyo, Japon                     |                                                                    |
| Victoire      | 10-2        | Daijiro Matsui        | Décision unanime                               | Pride 8                             | 21 novembre 1999  | 2     | 10:00 | Tokyo, Japon                     |                                                                    |
| Victoire      | 9-2         | Carl Ognibene         | Décision unanime                               | Pride 7                             | 12 septembre 1999 | 2     | 10:00 | Yokohama, Japon                  |                                                                    |
| Victoire      | 8-2         | Tony Petarra          | KO (coups de genou)                            | UFC 20                              | 7 mai 1999        | 1     | 2:53  | Birmingham, Alabama, États-Unis  |                                                                    |
| Victoire      | 7-2         | Eugene Jackson        | Soumission (coups de poing)                    | IVC 10: World Class Champions       | 27 avril 1999     | 1     | 0:32  | Brazil                           | Remporte le titre poids mi-lourds de l'IVC.                        |
| Victoire      | 6-2         | Adrian Serrano        | KO (coups de poing et coup de pied)            | IVC 9: The Revenge                  | 20 janvier 1999   | 1     | 0:22  | Aracaju, Brésil                  |                                                                    |
| Défaite       | 5-2         | Vitor Belfort         | TKO (coups de poing)                           | UFC Brazil                          | 16 octobre 1998   | 1     | 0:44  | São Paulo, Brésil                |                                                                    |
| Victoire      | 5-1         | Mike van Arsdale      | KO (coup de poing et coup de pied)             | IVC 6: The Challenge                | 23 août 1998      | 1     | 4:00  | São Paulo, Brésil                |                                                                    |
| Défaite       | 4-1         | Artur Mariano         | TKO (arrêt du médecin)                         | IVC 2: A Question of Pride          | 15 septembre 1997 | 1     | 13:10 | São Paulo, Brésil                |                                                                    |
| Victoire      | 4-0         | Egidio Amaro da Costa | Soumission (coups de poing)                    | IVC 2: A Question of Pride          | 15 septembre 1997 | 1     | 2:27  | São Paulo, Brésil                |                                                                    |
| Victoire      | 3-0         | Sean Bormet           | KO (coup de pied)                              | IVC 2: A Question of Pride          | 15 septembre 1997 | 1     | 1:19  | São Paulo, Brésil                |                                                                    |
| Victoire      | 2-0         | Marcelao Barbosa      | TKO (blessure à l'épaule)                      | Brazilian Vale Tudo 10              | 1er juillet 1997  | 1     | 0:20  | Brésil                           |                                                                    |
| Victoire      | 1-0         | Dilson Filho          | KO (coup de poing)                             | Brazilian Vale Tudo 6               | 1er novembre 1996 | 1     | 3:35  | Brésil                           |                                                                    |